# Halenia taruga-gasso
Halenia taruga-gasso är en gentianaväxtart som beskrevs av Ernest Friedrich Gilg. Halenia taruga-gasso ingår i släktet Halenia och familjen gentianaväxter. Inga underarter finns listade i Catalogue of Life.